# 托雷斯德韦雷连
托雷斯德韦雷连，是西班牙阿拉贡自治区萨拉戈萨省的一个市镇。 总面积54平方公里，总人口1374人（2001年），人口密度25人/平方公里。